# Franz Schmitt (homme politique, 1862)
Pour les articles homonymes, voir Schmitt.
Franz Schmitt (né le 11 mars 1862 à Wurtzbourg et mort le 21 septembre 1932 à Munich) est un homme politique allemand (SPD). Schmitt est député du Reichstag dans l'Empire allemand et plus tard membre du parlement de l'État de Bavière dans la République de Weimar, qu'il a également présidé.

## Biographie
Franz Schmitt termine l'école primaire et complète un apprentissage de tapissier. Il exerce le métier qu'il a appris jusqu'en 1895. Avant son mandat politique, il travaille comme aubergiste, secrétaire local et opticien.
Franz Schmitt est politiquement actif dès son plus jeune âge et est fondateur et chef de diverses organisations professionnelles dans les années 1880. De 1892 à 1893, il prend la présidence de la branche de l'association des métallurgistes de Munich. Il travaille ensuite pour le Parti social-démocrate de 1893 à 1899 en tant que président à Munich et de 1899 à 1901 en tant que dirigeant de district dans le sud de la Bavière. De 1895 à 1907, il travaille comme hôte et négociant en vin à Munich en dehors de la politique. Il retourne ensuite au travail politique et est secrétaire du parti à Munich de 1907 jusqu'à sa retraite en 1928. Il est également député du Reichstag de janvier 1912 à novembre 1918 pour la 6e circonscription de Basse-Franconie (Wurtzbourg) 1927, il prend également le poste de membre du conseil de surveillance de la maison d'édition Münchener Post (de)
Peu de temps avant la révolution de novembre, Franz Schmitt participe, en tant que secrétaire du parti, au congrès extraordinaire du parti qui se tient les 12 et 13 octobre 1918, où il est élu vice-président du SPD bavarois. Le congrès du parti devient nécessaire parce que l'ancien président, Georg von Vollmar, a démissionné.
Pendant la période de la révolution et de la République de Weimar, il est président du Conseil national provisoire de Bavière du 8 novembre 1918 au 4 janvier 1919. Par la suite, du 17 mars 1919 au 18 mars 1920, il est président du Parlement de l'État de Bavière (de), dont il est membre depuis 1899.